# Policejní akademie 4: Občanská patrola
Policejní akademie 4: Občanská patrola je filmová komedie natočená v roce 1987, kterou režíroval Jim Drake.

## Obsah filmu
Na akademii se koná schůzka, na níž velitel Lassard představuje známým hlavním postavám svůj nový program Citizens on Patrol (C.O.P., zkratka anglického slangového výrazu pro "policistu"; srov. policajt), který má zlepšit vztahy mezi policií a obyvatelstvem a naučit občany aktivně bojovat proti zločinu. Starosta a guvernér program podporují. Lassard ji dokonce představí na mezinárodním policejním semináři v Anglii.
Na schůzce s policejním šéfem, komisařem Hurstem, vysloví velitel okrsku, kapitán Harris, své námitky proti programu s tím, že by to ohrozilo i práci policistů. Hurst zdůrazňuje, že guvernér považuje program za vynikající nápad, a pokud je tomu tak, on i Harris by s ním souhlasili.
Mezitím začíná reklama na program. Navzdory někdy okatým reklamním metodám se přihlásí řada účastníků. Mezi nimi je i těžká váha Tommy "House" Conklin, který se ukáže být Hightowerovým starým známým.
Nedobrovolně se jí účastní dva skateboardisté Arnie a Kyle. Při jízdě na skateboardu v nákupním centru způsobili výtržnost, načež je zastavil a zatkl seržant Copeland a další policisté z Harrisova okrsku. Soudní přelíčení dopadne pro Arnieho a Kyla špatně, protože v obchoďáku byl sám soudce. Při vynesení rozsudku dojde k potyčce mezi obžalovanými a jejich právníkem Butterworthem. Mahoneymu se podaří přesvědčit soudce, aby Arnieho a Kylea poslal do B.G.P.. Novinářka Claire Mattsonová, která sedí v publiku, pak doprovází B.G.P. jako reportérka. Butterworth se stává účastníkem programu.
Dalším účastníkem je odhodlaná stará paní Feldmanová, která žije v domově důchodců a má slabost pro vše vojenské, což Tackleberryho vzrušuje.
Vstoupí kadeti programu a velitel Lassard je vřele přivítá. Vzhledem k tomu, že se musí zúčastnit mezinárodní policejní konference, jmenoval komisař Hurst dočasného vedoucího programu. To je Harris, který okamžitě dává najevo, že si o Lassardových lidech ani o programu nic nemyslí. Harris se proto setkává jen s malým pochopením a následně se stává obětí četných žertů. Mahoney začne flirtovat s Mattsonem a mezi účastnicí Laurou a Zedem se také rozvine románek.
Součástí výcviku je nácvik střelby a záchrana na vodě. Brzy však Arnie, Kyle a Tommy přestávají mít motivaci, protože se cítí připraveni. Policisté je pak v noci vyděsí, aby je přesvědčili o opaku.
Komisař Hurst se objevuje na mezinárodní policejní konferenci v Anglii, aby jménem starosty pozval zástupce ostatních zemí k posouzení B.G.P. na místě. Následující den začnou účastníci programu pracovat v ulicích. Paní Feldmanová okamžitě zpozoruje gang obchodující s kradeným zbožím. Její pokus někoho zatknout skončí pouze zatčením tajného policisty a třemi měsíci marné policejní práce. V důsledku toho je program dočasně přerušen.
Současně přijíždějí zástupci cizinecké policie. Harris jim ukáže typickou policejní stanici, ale když Procter přistoupí na hru vězňů "Simon říká", nechá se oklamat a pomůže tak všem vězňům k útěku. Vězni zavřou všechny policisty do cel. Paní Feldmanová však zpozoruje hromadný útěk a okamžitě zalarmuje akademii. Lassardovi muži jednoho po druhém zajmou a osvobodí cizí policisty.
Závěrečný úsek honičky zahrnuje horkovzdušné balony a dvouplošníky. Cizinecká policie je nadšená. Chtějí Mahoneymu poděkovat, ale ten odlétá s Claire Mattsonovou v balonu s potiskem Policejní akademie a oba připíjejí na Akademii.

## O filmu
Thaddeus Harris se vrací v roli policejního protivníka a objevuje se poprvé od prvního filmu. Jeho postava je jednou z mála, kterou můžeme vidět nepřetržitě až do sedmého filmu.
Poprvé se část filmu (byť krátká) odehrává mimo město.
V ostatních filmech není kromě známé melodie z Policejní akademie téměř žádná hudba. Zde tomu tak není - různé hudební skladby jsou prezentovány v poměrně velkém měřítku.
Neobvyklé je, že na konci není žádný průvod. Jinak je tomu pouze ve druhém filmu.

## Nesrovnalosti
V příběhu filmu jsou určité nesrovnalosti, především proto, že film byl pro kinoverzi značně zkrácen. Pro americkou televizi však vznikla mírně rozšířená verze. Zkracování filmů je běžné, ale v případě Policejní akademie 4 vedlo také k úplné ztrátě důležitých meziher v ději.
Záměr Tackleberryho tchána Maxe Kirklanda podílet se také na B.G.P. vede v jedné scéně ke sporu, jehož výsledek zůstává otevřený. Tato dějová linie není dále rozvíjena.
Právník Butterworth, který na začátku zastupuje skateboardisty Arnieho a Kylea, se později objeví jako účastník B.G.P. Ve filmu to není vysvětleno, protože scéna, v níž je najat Mahoneym a Jonesem, byla vystřižena.
Účastníci B.G.P. se v poslední třetině filmu téměř neobjevují. V této části se objevují téměř jen staré známé hlavní postavy.
Nikde není vysvětleno, jakou práci mají občané v rámci programu vykonávat.
Není vysvětleno, proč by měl politicky žádoucí program vést kapitán, který je jeho odpůrcem.
Skutečnost, že se Mahoney zapletl s novinářem Mattsonem, je sledována pouze selektivně. K tomu přispěla i skutečnost, že několikaminutová scéna, kdy se oba sbližují v Mattsonově domě, se stala obětí stříhu.
Zajímavosti
Ke konci filmu, když Sweetchuck a Zed vypadnou z letadla, vidíme letiště z jejich pohledu. Tam jsou již modrožluté letadlo Mahoneyho a Mattsona a červené letadlo uprchlých zločinců zpět na zemi na levém okraji obrazu, ačkoli obě letadla ve filmu přistávají krátce poté.
G. W. Bailey a Lance Kinsey, herci hrající Harrise a Proctora, se setkali jen několik minut před první společnou scénou. Šlo o pád balonu nad rozbouřenou řekou. Během krátké doby se z obou herců stali přátelé.
G. W. Bailey byl pro film najat až na poslední chvíli, scénář byl původně určen pro Mausera. Důvodem výměny bylo, že Mauserův herec Art Metrano utrpěl při pádu ze žebříku zranění zad, a nemohl proto natáčet.
Scéna, v níž Proctor přistane na stadionu amerického fotbalu, byla natočena na stadionu Orange Bowl. Aby byl stadion plný, dostali producenti filmu k dispozici několik minut před začátkem zápasu. Diváci už nebyli tak nadšení a křičeli na něj, aby opustil hřiště. To velmi urazilo Lance Kinseyho, herce hrajícího Proktora, protože se na tuto scénu těšil.
Loď, na které Larvell Jones a Nogata bojují s nindži, je replikou bitevní lodi z roku 1789, která se jmenuje Rattlesnake. Loď byla přestavěnaa rodinou v průběhu tří let.

## Obsazení

### Hlavní role
| George Gaynes      | velitel Eric Lassard    |
| Steve Guttenberg   | Carey Mahoney           |
| Michael Winslow    | Larvell Jones           |
| Bubba Smith        | Moses Hightower         |
| David Graf         | Eugene Tackleberry      |
| Marion Ramsey      | Laverne Hooksová        |
| Leslie Easterbrook | Debbie Callahan         |
| Tim Kazurinsky     | Sweetchuck              |
| Bobcat Goldthwait  | Zed                     |
| Sharon Stone       | Claire Mattson          |
| Lance Kinsey       | Proctor                 |
| G. W. Bailey       | kapitán Thaddeus Harris |

### Vedlejší role
| David McGrath       | Butterworth                                   |
| Scott Thomson       | Chad Copeland                                 |
| Billie Bird         | Lois Feldmanová                               |
| Corinne Bohrer      | Laura                                         |
| Larry Schwartz      | policajt ve skladišti                         |
| Derek McGrath       | Butterworth                                   |
| George R. Robertson | Hurst                                         |
| Brian Tochi         | Negata                                        |
| Brian Backer        | Arnie                                         |
| David Spade         | Kyle                                          |
| Tab Thacker         | House                                         |
| Randall "Tex" Cobb  | Zack                                          |
| Michael McManus     | Todd                                          |
| Colleen Camp        | paní Kirklandová - Tackleberryová, policajtka |
| Andrew Paris        | pan Kirkland, policajt                        |
| Arthur Batanides    | pan Kirkland                                  |
| Jackie Joseph       | paní Kirklandová                              |
| Steve Caballerd     | skateboardista                                |
| Chris Miller        | skateboardista                                |
| Tommy Guerrerd      | skateboardista                                |
| Lance Mountain      | skateboardista                                |
| Mike McGill         | skateboardista                                |
| Tony Hawk           | skateboardista                                |